# Phạm Thanh Hà
Phạm Thanh Hà (sinh năm 1959) là nhà quay phim điện ảnh, nhiếp ảnh gia Việt Nam, ông được biết đến qua bộ phim Mùi cỏ cháy do Nguyễn Hữu Mười đạo diễn.

## Tiểu sử và sự nghiệp
Phạm Thanh Hà sinh ngày 22 tháng 07 năm 1959 tại Hà Nội, quê nhà của Thanh Hà ở xã Đông Kỳ, huyện Tứ Kỳ, tỉnh Hải Dương, tên của ông được đặt theo tên một huyện của địa phương.
Trong thời gian thực hiện nghĩa vũ quân sự, năm 1983, lần đầu tiên một bức ảnh do ông chụp được đăng báo. Năm 1985, Phạm Thanh Hà không ra quân mà chuyển Điện ảnh Bộ đội Biên phòng. Tại đây, ông may mắn được phụ máy cho Nghệ sĩ Ưu tú Phùng Bá Gia.
Năm 1986, Phạm Thanh Hà theo học lớp quay phim tại trường Điện ảnh quốc tế - VGIK - Liên Xô. Năm 1992, ông tốt nghiệp về nước, làm việc tại Hãng phim truyện I; năm 1995, ông được làm quay phim chính tại Hãng. Từ năm 2002, Phạm Thanh Hà tham gia quay phim tại các Hãng phim và các Đài Truyền hình, đồng thời đào tạo các khóa quay phim. Năm 2011, ông chính thức chuyển về trường Đại học Sân khấu & Điện ảnh Hà Nội làm công tác giảng dạy quay phim. Phạm Thanh Hà sau này từng giữ chức vị trưởng khoa Nghệ thuật Nhiếp ảnh, Chủ nhiệm bộ môn Quay phim Truyền hình và là thành viên Ban Giám khảo phim truyện Liên hoan phim Việt Nam lần thứ 18 và một số giải thưởng điện ảnh khác. Ngoài chuyên môn quay phim, ông còn là một nhiếp ảnh gia.
Năm 2011, với bộ phim Mùi cỏ cháy, Phạm Thanh Hà đã giành đươc giải Quay phim xuất sắc hạng mục phim điện ảnh tại Giải Cánh diều 2011. Ông đã viết và dịch nhiều cuốn sách chuyên ngành. Gần đây nhất, cuốn sách Quay phim Điện ảnh và Truyền hình của ông đã được trao giải thưởng Cánh diều bạc năm 2016. Năm 2017, Viện Phim Việt Nam đã tổ chức tôn vinh những đóng góp của Phạm Thanh Hà qua chương trình giao lưu chuyên đề Góc nhìn điện ảnh qua ống kính – Nhiếp ảnh gia, NSƯT, nhà Quay phim Phạm Thanh Hà.

## Tác phẩm
| Năm  | Tác phẩm                      | Đạo diễn                      | ĐỊnh dạng     | Chú thích |
| ---- | ----------------------------- | ----------------------------- | ------------- | --------- |
|      | Lời ru muộn màng              |                               | Phim tài liệu | [ 4 ]     |
| 1993 | Platon - Thành                |                               | Phim tài liệu |           |
| 1994 | Đường mòn trên biển Đông      | Lê Thi, Phạm Huyên            | Phim tài liệu |           |
| 1995 | Trăng tỏ thềm lan             | Lê Đức Tiến                   | Video         |           |
| 1996 | Trung du                      | Trần Phương                   | Truyền hình   | [ 9 ]     |
| 1996 | Hoa muống biển                |                               | Điện ảnh      | [ 4 ]     |
| 1996 | Con sẽ là cô chủ              | Hà Lê Sơn                     | Truyền hình   | [ 4 ]     |
| 1996 | Quá khứ không dịu êm          | Lê Đức Tiến                   | Truyền hình   | [ 4 ]     |
| 1997 | Hoàng hôn dang dở             |                               | Truyền hình   | [ 4 ]     |
| 1997 | Giọt nước mắt giữa hai thế kỷ | Trần Phương                   | Truyền hình   | [ 9 ]     |
| 1998 | Tiếng sáo ly hương            | Trần Phương                   | Điện ảnh      | [ 9 ]     |
| 1998 | Đôi vòng ngọc                 | Nguyễn Quang                  | Điện ảnh      | [ 4 ]     |
| 1999 | Ngã ba thời gian              | Trần Phương                   | Truyền hình   | [ 9 ]     |
| 1999 | Hạnh phúc qua đám mây mầu     | Hà Văn Trọng Nguyễn Huy Hoàng | Điện ảnh      |           |
| 1999 | Dưới tán rừng lặng lẽ         | Nguyễn Quang                  | Điện ảnh      |           |
| 2002 | Đứa con vùng đồi              | Trần Trung Dũng               | Truyền hình   | [ 4 ]     |
| 2003 | Lưới trời                     | Phi Tiến Sơn                  | Điện ảnh      | [ 4 ]     |
| 2003 | Trò đùa của Thiên Lôi         | Nguyễn Quang                  | Điện ảnh      |           |
| 2005 | Điệp vụ thứ nhất              | Nguyễn Quang                  | Truyền hình   |           |
| 2005 | Cầu ông tượng                 | Phi Tiến Sơn                  | Điện ảnh      | [ 4 ]     |
| 2006 | Sinh mệnh                     | Đào Duy Phúc                  | Điện ảnh      | [ 4 ]     |
| 2008 | Những chấm xanh               | Phạm Huyên                    |               |           |
| 2009 | Chớp mắt cùng số phận         | Lê Ngọc Linh                  | Điện ảnh      | [ 10 ]    |
| 2009 | Người lính đặc nhiệm          | Nguyễn Trung Thực             | Truyền hình   |           |
| 2010 | Hoa đào                       | Nguyễn Thế Vinh               | Điện ảnh      | [ 4 ]     |
| 2011 | Mùi cỏ cháy                   | Hữu Mười, Vũ Đình Thân        | Điện ảnh      | [ 4 ]     |
| 2015 | Trên đỉnh bình yên            | Hữu Mười                      | Điện ảnh      |           |

### Ấn bản
- 2015 - Kỹ xảo điện ảnh (đồng tác giả)[3]
- 2015 - Quay phim điện ảnh và truyền hình  - Nhà xuất bản Chính trị quốc gia
- 2016 - Nghề quay phim (đồng dịch giả)[3]
- Cấu trúc, không gian khuôn hình nhiếp ảnh

## Giải thưởng
| Năm  | Giải thưởng                        | Hạng mục                                | Tác phẩm                          | Chú thích |
| ---- | ---------------------------------- | --------------------------------------- | --------------------------------- | --------- |
| 2004 | Liên hoan phim Việt Nam lần thứ 13 | Kỹ thuật xuất sắc                       | Trò đùa của Thiên Lôi             | [ 11 ]    |
| 2012 | Giải Cánh diều 2011                | Quay phim xuất sắc                      | Mùi cỏ cháy                       | [ 12 ]    |
| 2017 | Giải Cánh diều 2016                | Công trình nghiên cứu, lý luận phê bình | Quay phim điện ảnh và truyền hình | [ 13 ]    |